# José María Pérez Zúñiga
José María Pérez Zúñiga, escritor español nacido en Madrid en el año 1973, es doctor en Derecho por la Universidad de Granada.
Columnista y colaborador habitual en prensa, ha publicado las novelas Grismalrisk o bien El juego de los espejos (Dauro, 2002), Rompecabezas (Seix Barral, 2006) y Lo que tú piensas (Kailas, 2008); el libro de relatos El círculo, Abraxas y otras ficciones (Dauro, 2001) y Breviario (Ayuntamiento de Granada, 2005), libro de aforismos y otras prosas breves; así como las adaptaciones Nochebuena de fantasmas, de Charles Dickens (Vicens Vives, 2008), y Miguel Strogoff, de Julio Verne (Vicens Vives, 2009), y ensayos sobre Derecho y Comunicación. 
Algunos de sus relatos han sido recogidos en antologías como Cuentos del Alambre (Traspiés Ediciones, Granada, 2004), Inmenso Estrecho II (Kailas, Madrid, 2006) o Macondo boca arriba, antología de narrativa andaluza actual (Universidad Autónoma de México, 2006).
La crítica ha destacado de su obra su ambición y originalidad.